# Moira de Villiers
Moira de Villiers (Johannesburg, 16 de març de 1990) és una judoka neozelandesa, que competeix en la categoria de pes semi pesat (actualment -78 kg). Ha participat en 1 Olimpíada i en 5 Campionats del Món. A més ha guanyat guanyadora de nou medalles al Campionat d'Oceania de Judo entre els anys 2008 i 2016.

## Trajectòria professional
| Jocs Olímpics       | Jocs Olímpics  | Jocs Olímpics | Jocs Olímpics |
| Any                 | Seu            | Posició       | Categoria     |
| ------------------- | -------------- | ------------- | ------------- |
| 2012                | Londres        | 1a ronda      | -70 kg        |
| 2024                | París          |               |               |
| Campionat del Món   |                |               |               |
| 2010                | Tòquio         | 1a ronda      | -70 kg        |
| 2011                | París          | 1a ronda      | -70 kg        |
| 2015                | Astanà         | 2a ronda      | -70 kg        |
| 2022                | Taixkent       | 1/8 final     | -78 kg        |
| 2023                | Doha           | 1/8 final     | -78 kg        |
| Campionat d'Oceania |                |               |               |
| 2010                | Canberra       | 1             | -70 kg        |
| 2011                | Tahití         | 1             | -70 kg        |
| 2012                | Sydney         | 1             | -70 kg        |
| 2013                | Cairns         | 1             | -70 kg        |
| 2014                | Auckland       | 1             | -70 kg        |
| 2015                | Païta          | 1             | -70 kg        |
| 2016                | Canberra       | 2             | -70 kg        |
| 2022                | Lima           | 3             | - 78 kg       |
| 2023                | Calgary        | 2             | -78 kg        |
| 2024                | Rio de Janeiro | 5a posició    | -78 kg        |

A partir de l'any 2022 el Campionat d'Oceania es fusiona amb el Campionat Pamericà